# Tornei di tennis maschili nel 1918
Prima della nascita della cosiddetta "Era Open" del tennis, ossia l'apertura ai tennisti professionisti degli eventi più importanti, tutti i tornei erano riservati ad atleti dilettanti. Nel 1918 tutti i tornei erano amatoriali, tra questi c'erano i tornei del Grande Slam. A causa della prima guerra mondiale la maggior parte dei tornei furono cancellati, gli altri si disputarono lontano dagli scenari bellici: tra questi c'era lo U.S. National Championships unico torneo dello Slam disputato durante la guerra.

## Calendario

### Gennaio
Nessun evento

### Febbraio
Nessun evento

### Marzo
Nessun evento

### Aprile
| Settimana | Torneo                                                          | Vincitore                                   | Finalista                   | Semifinalisti | Eliminati ai quarti |
| --------- | --------------------------------------------------------------- | ------------------------------------------- | --------------------------- | ------------- | ------------------- |
| 7 aprile  | US Indoors 1918 New York, USA Parquet indoor Singolare - Doppio | Samuel Howard Voshell 7-5 6-2 8-6           | Fred Alexander              |               |                     |
| 7 aprile  | US Indoors 1918 New York, USA Parquet indoor Singolare - Doppio | Carlton Shafer Lieut King Smith 7-5 6-1 6-4 | Bill Tilden Cecil Donaldson |               |                     |

### Maggio
| Settimana | Torneo                                                                 | Vincitore                                       | Finalista                    | Semifinalisti | Eliminati ai quarti |
| --------- | ---------------------------------------------------------------------- | ----------------------------------------------- | ---------------------------- | ------------- | ------------------- |
| 19 maggio | Harlem Tennis Club Championships 1918 New York, USA Singolare - Doppio | Bill Tilden 6-2 7-5 6-0                         | Henry Bassford               |               |                     |
| 19 maggio | Harlem Tennis Club Championships 1918 New York, USA Singolare - Doppio | Henry Steinkampf Henry Bassford 7-9 6-2 6-2 6-4 | Vincent Richards W.F. Fisher |               |                     |

### Giugno
| Settimana | Torneo                                                                             | Vincitore                                             | Finalista                     | Semifinalisti | Eliminati ai quarti |
| --------- | ---------------------------------------------------------------------------------- | ----------------------------------------------------- | ----------------------------- | ------------- | ------------------- |
| 9 giugno  | Bronx County Championships 1918 New York, USA Singolare - Doppio                   | Bill Tilden 6-4 4-6 6-2 3-6 6-2                       | Samuel Howard Voshell         |               |                     |
| 9 giugno  | Bronx County Championships 1918 New York, USA Singolare - Doppio                   |                                                       |                               |               |                     |
| 15 giugno | Pennsylvania Lawn Tennis Championship 1918 Filadelfia, USA Erba Singolare - Doppio | Bill Tilden 6-2 6-0 6-0                               | Philip B. Hawk                |               |                     |
| 15 giugno | Pennsylvania Lawn Tennis Championship 1918 Filadelfia, USA Erba Singolare - Doppio | Bill Tilden Carl Fisher 7-5 7-9 6-3 6-4               | Carlton Shafer John Bell      |               |                     |
| 23 giugno | Long Island State Championships 1918 Providence, USA Singolare - Doppio            | Frank Anderson 3-6 6-4 6-4 6-3                        | Frederick Anderson            |               |                     |
| 23 giugno | Long Island State Championships 1918 Providence, USA Singolare - Doppio            | Henry Bassford Henry Steinkampf 7-9 6-4 6-4 6-1       | A.B. Duncan J.H. Morganthaler |               |                     |
| 30 giugno | Middle States Championships 1918 Mountain Station, USA Erba Singolare - Doppio     | Walter Merrill Hall 6-3 6-2 6-0                       | Theodore Roosevelt Pell       |               |                     |
| 30 giugno | Middle States Championships 1918 Mountain Station, USA Erba Singolare - Doppio     | William Rosenbaum Walter Merrill Hall 3-6 6-4 6-4 8-6 | Seiichiro Kashio Allen Behr   |               |                     |
| 30 giugno | Pacific Coast Championships 1918 Berkeley, USA Cemento Singolare - Doppio          | Roland Roberts 6-3 6-4 10-8                           | Victor Breeden                |               |                     |
| 30 giugno | Pacific Coast Championships 1918 Berkeley, USA Cemento Singolare - Doppio          | Mervyn Griffin William Parker 6-3 3-6 6-3 8-6         | E.A. Klein Edmund Levy        |               |                     |

### Luglio
| Settimana | Torneo                                                                                            | Vincitore                                          | Finalista                          | Semifinalisti | Eliminati ai quarti |
| --------- | ------------------------------------------------------------------------------------------------- | -------------------------------------------------- | ---------------------------------- | ------------- | ------------------- |
| 5 luglio  | North Side Championships 1918 University Heights, USA Singolare - Doppio                          | Frank Anderson 6-2 6-4 6-1                         | William Benedict                   |               |                     |
| 5 luglio  | North Side Championships 1918 University Heights, USA Singolare - Doppio                          | Benjamin Letson Frank Anderson 6-1 6-0 6-4         | William Benedict Edward Randall    |               |                     |
| 5 luglio  | Metropolitan Grass Court Championships 1918 New York, USA Erba Singolare - Doppio                 | Ichiya Kumagae 6-2 6-3 6-2                         | Harnold Taylor                     |               |                     |
| 5 luglio  | Metropolitan Grass Court Championships 1918 New York, USA Erba Singolare - Doppio                 | William Rosenbaum Fred C. Baggs 6-3 6-2 6-1        | Charles Chambers Henry Mollenhauer |               |                     |
| 6 luglio  | U.S. Men's Clay Court Championships 1918 Chicago, USA Terra rossa Singolare - Doppio              | Bill Tilden 6-4 6-4 3-6 6-2                        | Chales Garland                     |               |                     |
| 6 luglio  | U.S. Men's Clay Court Championships 1918 Chicago, USA Terra rossa Singolare - Doppio              | Chales Garland Sam Hardy 6-4 1-6 6-2 7-9 6-2       | Walter T. Hayes Ralph H. Burdick   |               |                     |
| 20 luglio | New York State Championships 1918 Utica, USA Singolare - Doppio                                   | Ichiya Kumagae 4-6 6-3 6-2 9-7                     | Seiichiro Kashio                   |               |                     |
| 20 luglio | New York State Championships 1918 Utica, USA Singolare - Doppio                                   | Irving Wright T.O. Fulton 6-4 6-2 6-1              | Frank Anderson Harold Taylor       |               |                     |
| 28 luglio | Eastern New York Clay Court Championships 1918 Mount Pleasant, USA Terra rossa Singolare - Doppio | Frederick Anderson 7-9 6-4 6-3 6-2                 | Henry Bassford                     |               |                     |
| 28 luglio | Eastern New York Clay Court Championships 1918 Mount Pleasant, USA Terra rossa Singolare - Doppio | Alexander Her H. B. O'Boyle 1-6 8-6 16-14 9-11 6-1 | Frederick Anderson C. A. Anderson  |               |                     |

### Agosto
| Settimana | Torneo                                                                            | Vincitore                                        | Finalista                        | Semifinalisti | Eliminati ai quarti |
| --------- | --------------------------------------------------------------------------------- | ------------------------------------------------ | -------------------------------- | ------------- | ------------------- |
| 3 agosto  | Southern California Championships 1918 Long Beach, USA Cemento Singolare - Doppio | Simpson Sinsabaugh 6-2 8-6 6-3                   | Clarence Barker                  |               |                     |
| 3 agosto  | Southern California Championships 1918 Long Beach, USA Cemento Singolare - Doppio |                                                  |                                  |               |                     |
| 24 agosto | Southampton Invitation 1918 Southampton, USA Erba Singolare - Doppio              | Bill Tilden 6-4 6-2 6-4                          | Theodore Roosevelt Pell          |               |                     |
| 24 agosto | Southampton Invitation 1918 Southampton, USA Erba Singolare - Doppio              | Bill Tilden Vincent Richards 6-4 1-6 6-3 5-7 6-4 | Walter T. Hayes Ralph H. Burdick |               |                     |

### Settembre
| Settimana    | Torneo                                                                 | Vincitore                                          | Finalista                       | Semifinalisti | Eliminati ai quarti |
| ------------ | ---------------------------------------------------------------------- | -------------------------------------------------- | ------------------------------- | ------------- | ------------------- |
| 4 settembre  | U.S. National Championships 1918 New York, USA Erba Singolare - Doppio | Robert Lindley Murray 6-3 6-1 7-5                  | Bill Tilden                     |               |                     |
| 4 settembre  | U.S. National Championships 1918 New York, USA Erba Singolare - Doppio | Bill Tilden Vincent Richards 6-3 6-4 3-6 2-6 6-2   | Fred Alexander Beals Wright     |               |                     |
| 18 settembre | Ontario Championships 1918 Ottawa, Canada Singolare - Doppio           | Ichiya Kumagae 6-2 6-2 4-6 6-3                     | Harold Throckmorton             |               |                     |
| 18 settembre | Ontario Championships 1918 Ottawa, Canada Singolare - Doppio           | Sefichiro Kashio Harold Throckmorton 12-10 4-6 6-4 | Ichiya Kumagae Harold L. Taylor |               |                     |

### Ottobre
Nessun evento

### Novembre
Nessun evento

### Dicembre
Nessun evento

## Senza data
| Settimana  | Torneo                                                   | Vincitore          | Finalista                 | Semifinalisti | Eliminati ai quarti |
| ---------- | -------------------------------------------------------- | ------------------ | ------------------------- | ------------- | ------------------- |
| Senza data | Torneo di La Jolla 1918 La Jolla, USA Singolare - Doppio | Chales Herreschoff | non conosciuta (bandiera) |               |                     |
| Senza data | Torneo di La Jolla 1918 La Jolla, USA Singolare - Doppio |                    |                           |               |                     |